# Chiesa del Santissimo Nome di Maria (Capriate San Gervasio)
La chiesa del Santissimo Nome di Maria è la parrocchiale di Crespi d'Adda frazione di Capriate San Gervasio, in provincia e diocesi di Bergamo; fa parte del vicariato di Capriate-Chignolo-Terno.

## Storia
La frazione di Crespi d'Adda, patrimonio dell'umanità dell'UNESCO costruita per volontà di Cristoforo Benigno Crespi come città-fabbrica sul fiume Adda. A completamento dell'insediamento urbano fu edificata la chiesa nelle medesime forme del santuario di Santa Maria di Piazza di Busto Arsizio, località d'origine della famiglia industriale Crespi con capostipite Antonio Crespi.
La nuova costruzione, copia della precedente fu voluta da Pia Travelli sposa Crespi a riconoscenza del paese d'origine, diventando così due edifici gemelli. Verrà pubblicato un articolo il 7 maggio 1893 un articolo sul quotidiano L'Eco di Bergamo, e nell'ottobre 1984 il mensile “L'Edilizia Moderna”: 
(L'Edilizia Moderna)
Il nuovo edificio di culto fu iniziato nel 1892.
La chiesa fu consacrata e dedicata al Santissimo nome di Maria nel 1938 dal vescovo di Bergamo Adriano Bernareggi che fece dono delle reliquie dei santi Alessandro Faustino e Giovita, che furono sigillate dell'altare maggiore.

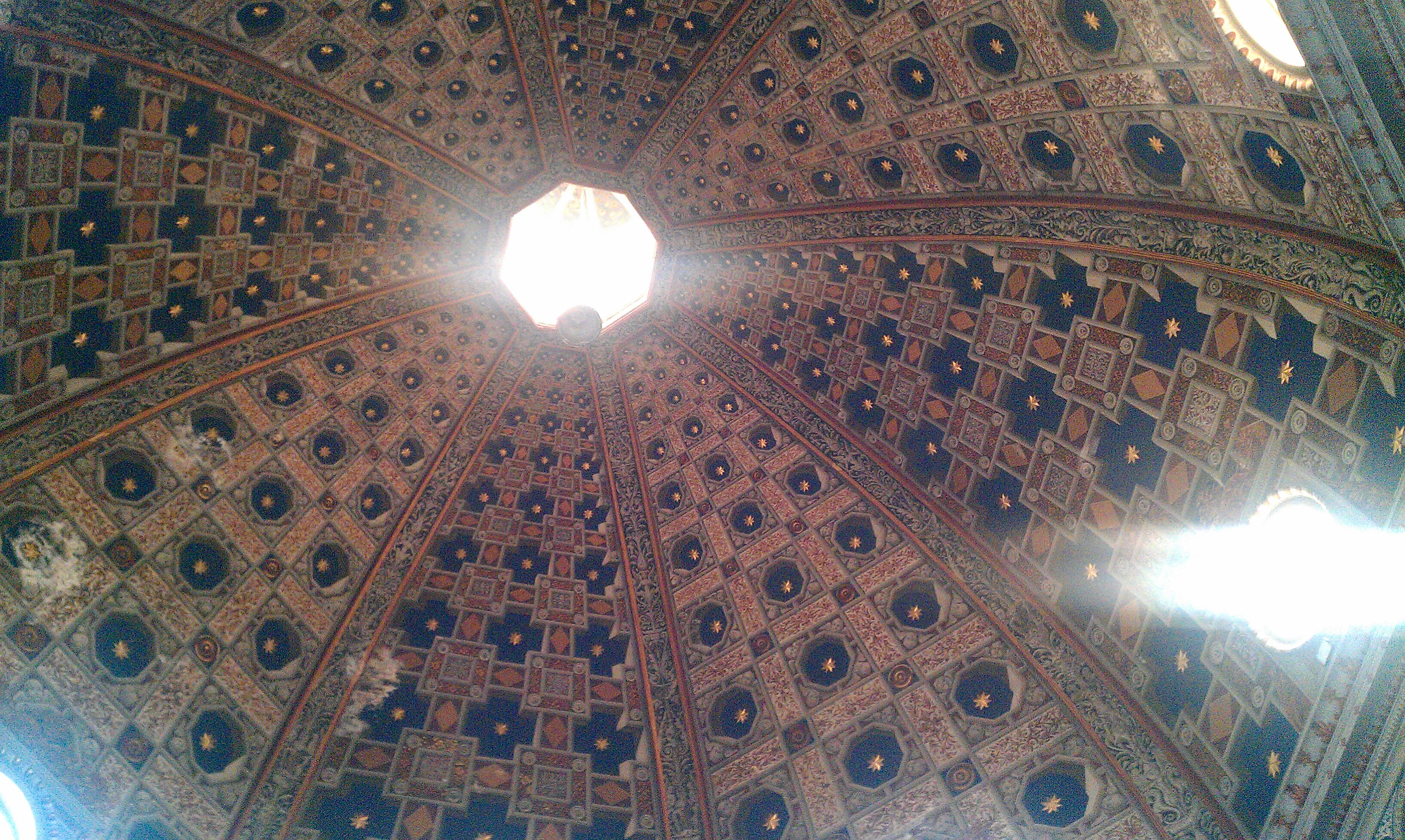
Cupola stellata della chiesa del Santissimo Nome di Maria

## Descrizione
L'edificio di culto posto a un livello superiore rispetto l'assetto urbano raggiungibile dall'ampia gradinata, è a pianta quadrata con la zoccolatura in ceppo d'Adda, con ampia cupola ottagonale circondata dal loggiato completo di colonne in marmo. La facciata a orientamento con abside a ovest, ed è preceduta dal sagrato con pavimentazione in pietra ed è tripartita da lesene che reggono il cornicione. Il portale centrale sopraelevato da cinque gradini si compone di colonne terminanti con l'architrave che regge la lunetta sfondata centinata, dove vi è l'immagine di Maria con il Bambino tra le braccia. La parte centrale termina con la finestra tonda atta a illuminare l'aula. Due ulteriori aperture tonde sono poste anche nelle sezioni laterali. 

Interno e a pianta ottagonale con lesene complete di alta zoccolatura coronate da capitelli d'ordine corinzio. L'aula è completamente decorata. Vi sono gli altari della Madonna con la pala d'altare a Lei dedicata. 
La zona presbiteriale è sopraelevata da tre gradini e coperta da una volta a botte. La cupola è finemente decorata a stelle come fosse aperta su un sereno cielo notturno.